# 福岡武道館
福岡武道館（ふくおかぶどうかん）は、福岡県福岡市にある武道館。福岡県警察本部が管理する施設である。

## 歴史
1979年、福岡市中央区の大濠公園近く（大濠1丁目1-1）に開館。約8400平方メートルの敷地に柔道場4面、剣道場4面、弓道場12的、相撲場1面がある。
福岡武道館のある中央区の敷地には新たに県立美術館が移転することになったことから、2021年6月10日、福岡県は福岡武道館を福岡市博多区にある福岡市民体育館の敷地内（第2競技場棟と本館棟の跡地）に移転する方針を明らかにした。
新福岡武道館は2023年10月に着工し、2025年11月に竣工予定である。